# Інгульський Петро Мокійович
Петро Мокійович Інгу́льський (04(17).07.1912, с. Медівка, нині Оратів. р-ну Вінн. обл. — 22.07.1976, Львів) — український радянський прозаїк. Член Спілки письменників України (1955). Лавреат республіканської премії ім. Я. Галана за кращий публіцистичний твір за цикл нарисів «Слово про побратимів» (1970).

## Життєпис
Закінчив Харківський хіміко-технологічний інститут (1937). Учасник німецько-радянської війни. Від 1946 — відповідальний секретар львівської обл. газети «Вільна Україна»; упродовж 1965—1972 — директор видавництва «Каменяр». Відповідальний секретар Львівської організації СПУ (1946–1976). Твори друкувалися від 1947 року. Осн. теми творчості — соціальні перетворення на західноукраїнських землях, турботи і праця людей. Автор публіцистичних книг «Слово про побратимів» (1968), «З усіх доріг» (1977; обидві — Львів), «Клятва і пам'ять» (Київ, 1983). 
Похований на Личаківському цвинтарі (поле № 1).

## Нагороди
- медаль «За трудову доблесть» (4.05.1962)
- Заслужений працівник культури Української РСР (18.08.1972).